# OASIS 히로바 21

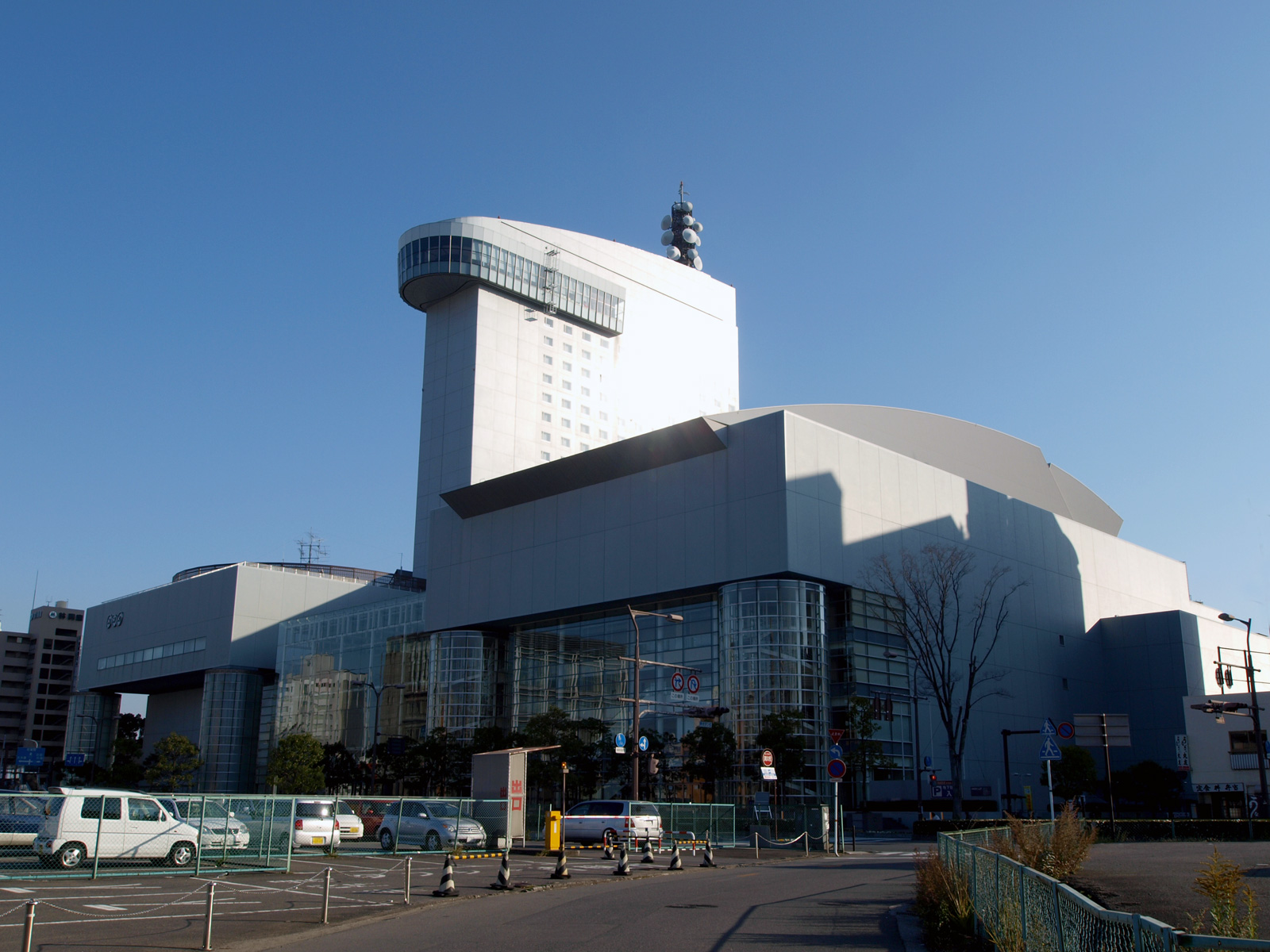
OASIS 히로바 21

OASIS 히로바 21(일본어: OASISひろば21 オアシスひろばにじゅういち[*])는 오이타현 오이타시에 위치한 복합 시설이다. 오이타 현립 종합 문화 센터 등이 위치하고 있다.